# Donnie Jones
Donald Scott Jones Jr. (* 5. Juli 1980 in Baton Rouge, Louisiana, Vereinigte Staaten) ist ein ehemaliger American-Football-Spieler auf der Position des Punters. Er spielte in der National Football League (NFL) für die Seattle Seahawks, die Miami Dolphins, die St. Louis Rams, die Houston Texans, die Philadelphia Eagles und die Los Angeles Chargers. Mit den Eagles gewann Jones den Super Bowl LII.

## Frühe Jahre
Jones ging in seiner Geburtsstadt Baton Rouge auf die Highschool. Später besuchte er die Louisiana State University.

## NFL

### Seattle Seahawks
Jones wurde im NFL Draft 2004 in der siebten Runde an 224. Stelle von den Seattle Seahawks ausgewählt. Hier blieb er jedoch nur eine Saison.

### Miami Dolphins
Nach dem Trainingscamp 2005 wurde er zunächst zum Practice Squad hinzugefügt. Noch vor der Saison wurde er jedoch dem 53-Mann-Roster hinzugefügt. Hier blieb er zwei Saisons.

### St. Louis Rams
Am 13. April 2007 verpflichteten ihn die St. Louis Rams. Hier blieb er bis nach der Saison 2011.

### Houston Texans
Am 30. März 2012 unterschrieb Jones einen Ein-Jahres-Vertrag bei den Houston Texans.

### Philadelphia Eagles
Am 25. März 2013 unterschrieb Jones einen Vertrag bei den Philadelphia Eagles. Am 11. März 2014 erneuerte er seinen Vertrag bei den Eagles. 2016 unterschrieb er einen Dreijahresvertrag bei den Eagles. Mit den Eagles gewann er den Super Bowl LII gegen die New England Patriots.

### Los Angeles Chargers
Am 2. Oktober 2018 schloss sich Jones den Los Angeles Chargers an.